# Nezahualcóyotl (monarca)
Nezahualcóyotl (que en nàhuatl vol dir 'coiot famolenc' o 'coiot que dejuna') fou un tlatoani (monarca) de la ciutat estat de Tetzcuco (Texcoco) durant el Mèxic precolombí.
Nasqué el 28 d'abril de 1402 (segons altres fonts, el 4 de febrer) a Tetzcuco i morí el 1472. Era fill del sisè senyor dels txitximeques, Ixtlilxóchitl, senyor de la ciutat de Tezcuco, i de la princesa mexica Matlalcihuatzin, filla del monarca asteca Huitzilíhuitl, segon senyor de Tenochtitlán. Participà en l'organització de la Triple Aliança de Tetzcuco, Tenochtitlán i Tlacopan. És reconegut com el "rei filòsof" i un dels poetes més gran del món precolombí. Promogué les ciències, les arts, la literatura, l'enginyeria i l'arquitectura, i la música.